# 観音寺 (横浜市)
観音寺（かんのんじ）は、横浜市港北区篠原町にある真言宗智山派の寺院。山号は八幡山（はちまんざん）。十一面観音菩薩を本尊とし、長く若宮八幡宮（現在の篠原八幡神社）の別当寺を務めた。少なくとも安土桃山時代には創建されていたと推測されている。玉川八十八ヶ所霊場第82番札所、新四国東国八十八ヵ所霊場第24番札所に指定されている。通称：八幡山観音寺。

## 歴史

### 開創
寺伝によれば、観音寺は1590年（天正18年）に権大僧都祐覺によって開山されたという。しかし、『新編武蔵風土記稿』には、「天正十八年ノ開基ナル由寺僧ノ伝エナリ。サレド当寺ノ過去帳ニ権大僧都祐覺天正十壬午年十二月十七日ト云ヲ載タリ。モシコノ人ナド開山ナランニハ寺僧ノ伝ヘシ年代モ極メテ疑ウベシ」と記されていて、少なくとも1582年（天正10年）以前にはすでに開創されていたと推測される。
また、『神奈川県神社誌』には観音寺が別当を務めた鶴崎八幡宮（現在の篠原八幡神社）について「建久三年（一一九二）九月、武蔵国橘樹郡鈴木村の鎮守として、同村字会下谷に勧請奉斎し、観音寺住職を別当とし、鶴崎八幡と奉称した」と述べられていて、観音寺は鶴崎八幡宮が勧請された1192年（建久3年）の時点で存在していた可能性がある。したがって、観音寺創建は鎌倉時代以前に遡ることも考えられる。しかし、後述の通り観音寺は明治の大火によって資料のほとんどを焼失していて、正確な開山年は不明である。

#### 近世
観音寺住職が別当を務めた鶴崎八幡宮は、先述の通り1192年（建久3年）に鎌倉の鶴岡八幡宮寺から鈴木村(後に篠原村と改称)の鎮守として勧請された。この鶴崎八幡宮は、江戸時代の1631年（寛永8年）に鈴木村会下谷から現在の篠原八幡神社が建つ同村表谷（現在の篠原町）へと遷宮し、観音寺の境内に内包されることとなった。鶴崎八幡宮の旧地は単に八幡社と呼ばれるようになり、わずかに二間四方の社を残して、東林寺の管轄に移った。一方、遷宮した鶴崎八幡宮は引き続き観音寺が別当寺をつとめ、住職が別当として職に当たった。
観音寺はその他に、岸根村（現在の岸根町）の杉山神社（現在の岸根杉山神社）の別当も務めていた。『新編武蔵風土記稿』には「隣村篠原観音寺ノ持、社ハ二間ニ三間南向、是ヨリ四五町ヲ隔テ石ノ鳥居アリ西南ニ向ヘリ」とあり、二間三間の社があったことがわかる。また、同書には「當社ニ寛永十八年六月ノ棟札アリ、時ノ御代官伊奈兵蔵別當観音寺トトモニ造立セシヨシヲ記セリ」と記録され、この社が1641年（寛永18年）に代官と観音寺の共同出資によって建立されたことがわかる。
江戸時代の観音寺の様子は、『新編武蔵風土記稿』に「本堂五間ニ六間。本尊十一面観音坐像六寸バカリナルヲ安ズ」と記述されている。本堂は建立年代や、他にどのような堂宇が存在していたのかは不明である。ここに記される六寸の十一面観音坐像は、現在観音寺に本尊として伝わる像と大きさが同じであり、当時のものと推測される。
また、観音寺に伝わる不動明王立像（現在の不動堂本尊）の胎内からは、1618年（元和4年）に庚申講の本尊として造立されたことが記された書き物が発見された。
1667年（寛文7年）には、鈴木村の代官伊奈半十郎が観音寺境内に移設されていた鶴崎八幡宮の社殿を再建し、これを契機に若宮八幡宮と改称した。当時の社殿は、『新編武蔵風土記稿』に「本社東向拝殿ヲツクリカケ二間半ニ三間半。本地正観音坐像四寸許ナルヲ安ゼリ。前ニ石ノ鳥居アリ」とあり、現在の本殿と拝殿よりも一回り小さいものであった。なお、この社は何かしらの理由で失われたと推測され、現在の社殿は1835年（天保6年）に再建されたものである。本地仏として記される正観音坐像は、明治の廃仏毀釈で廃され、現存しない。
また、観音寺には寺子屋が開かれていたことが伝えられていて、これが篠原町周辺の近代地域教育における礎となった。

#### 近代
明治新政府が樹立すると、1868年（慶応4年）の「神仏分離令」と1870年（明治3年）に発布された「大教宣布詔」によって観音寺は若宮八幡宮と境内を区別することとなり、歴代住職が務めていた別当職が廃された。さらに1871年（明治4年）と1875年（明治8年）の二度にわたる「上地令」の発布によって、観音寺はほとんどの寺領を失った。
加えて1882年（明治15年）には原因不明の火事により、わずかな仏像や仏画、過去帳などの書物を残してすべての堂宇が焼失した。このような過酷な状況にあって観音寺は正式な住職を欠くに至り、本寺にあたる東神奈川の金蔵院住職などが兼務をした。
大正時代に第19代住職として晋山した隆超和上（後の川崎大師平間寺43世貫主）は、仮本堂と庫裏を再建し、寺院としての体裁を復興した。この仮本堂は茅葺の堂で、平成初頭まで現存した。
第二次世界大戦中には、すでに川崎大師平間寺貫主となっていた隆超和上が川崎大師の本尊「厄除け弘法大師」ならびに宝物を観音寺に疎開させることを決定し、第20世住職隆悦和上が寺の裏山に横穴を掘って安置した。平間寺から観音寺にこれらの宝物を移設したのは、奇しくも1945年（昭和20年）4月4日の川崎大空襲前日であったという。そのため、平間寺は空襲によって伽藍のほとんどが焼失したが、本尊や貴重な宝物は難を逃れることとなった。

#### 現代
戦後には隆超和上の弟子の隆侃和上が晋山し、1977年（昭和52年）に現在の本堂を再建した。また、1997年（平成9年）には不動堂が落慶し、併せて1618年（元和4年）に造立された不動明王像・矜羯羅童子像・制多迦童子像が修復された。さらに2013年（平成25年）に講堂が完成した。

## 境内
観音寺は篠原八幡神社（旧若宮八幡宮）を山頂に据える八幡山の北側中腹に位置する。観音寺は「上地令」や農地解放によってほとんどの寺領と境内地を接収されたが、かつては篠原八幡神社から八幡山の北西一帯が観音寺境内であった。
現在の境内には、諸堂のほかに、墓地や竹林、畑などを有する。境内地の一部は横浜市の緑地保全地域に指定されていて、タヌキや蛇などの新横浜では珍しい野生動物も生息する。

### 本堂

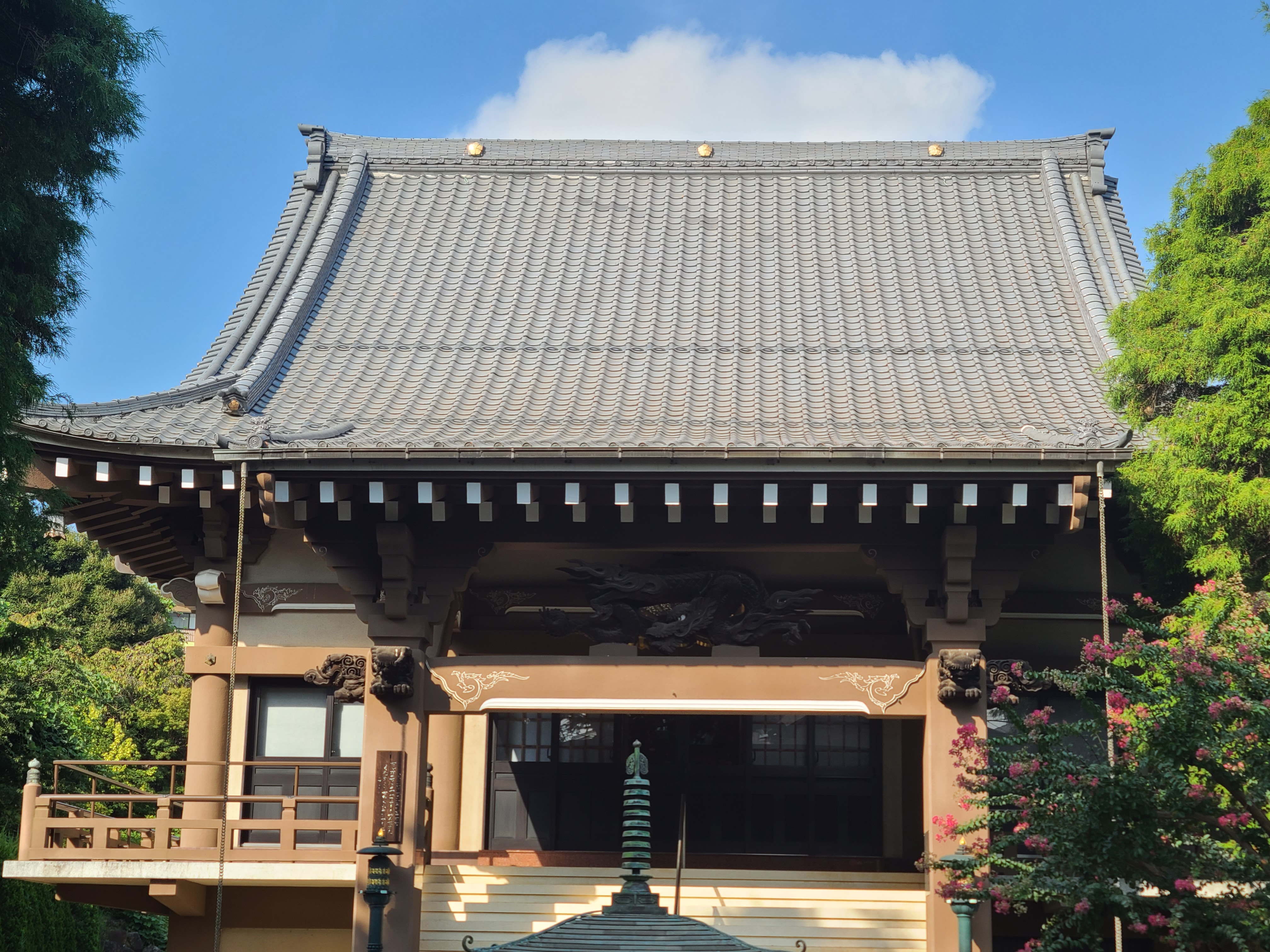
本堂

現在の本堂は、1977年（昭和52年）再建の2階建て鉄筋コンクリート造の建造物である。旧仮本堂が現在講堂の建つ場所に位置していたことから、近世以前の本堂は今よりも北側山麓にあったと思われる。
本堂正面には頭貫上には龍の彫刻が施されていて、木鼻には象や獅子の装飾が見られる。また、内部の欄間には天女の彫刻がある。内陣中央の須弥壇上には入母屋造の宮殿 (厨子)が設けられ、四寸の本尊十一面観音坐像が安置されている。内陣の左右には肉筆の両界曼荼羅と弘法大師・興教大師坐像がそれぞれ配され、向かって左側の厨子には新四国東国八十八ヵ所霊場の本尊である虚空蔵菩薩が祀られている。
その他、内部の階段踊り場には大型のチベット語『般若心経』が飾られている。

### 不動堂

不動堂

1997年（平成9年）に建立された、鉄筋コンクリート造2階建ての堂。1618年（元和4年）に庚申講の本尊として造立された不動明王立像（秘仏、毎月第4日曜日開帳）を本尊とする。向かって左には明国で鋳造されたと刻まれる釈迦如来坐像が、右には弘法大師坐像を祀る。また、本尊厨子の右側には僧形八幡大菩薩立像（秘仏、正月三箇日に開帳）が安置され、壁には真言八祖像が掛けられている。毎月第4日曜日に護摩が修せられている。

### 講堂（サマヤホール）

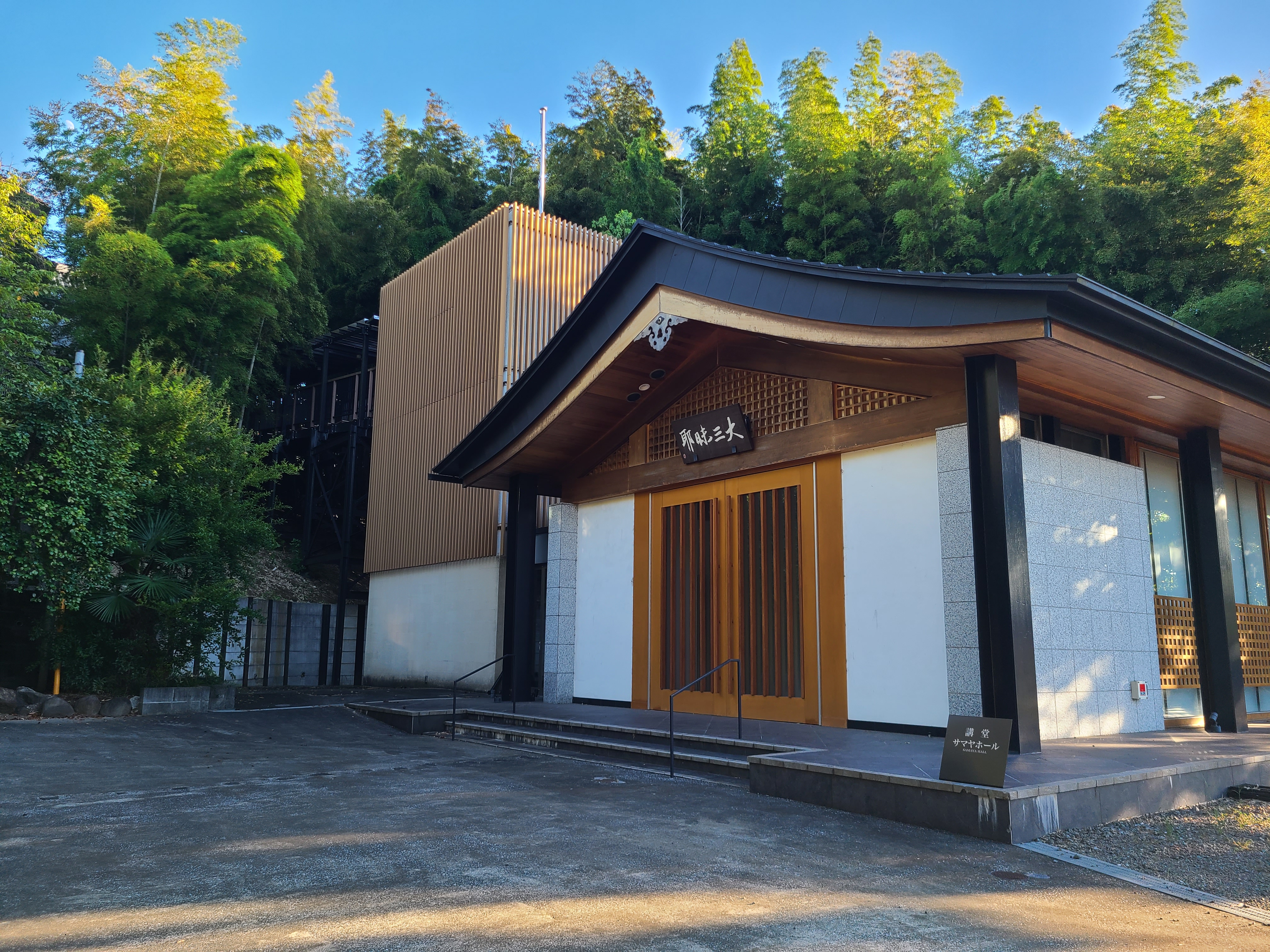
講堂

2013年（平成25年）に落慶した鉄筋コンクリート造1階建ての堂。かつての仮本堂の旧地に建つ。十一面観音立像を本尊とし、多目的ホールとして使用されている。3階建ての管理棟が隣接している。

### 鎮守福徳稲荷社

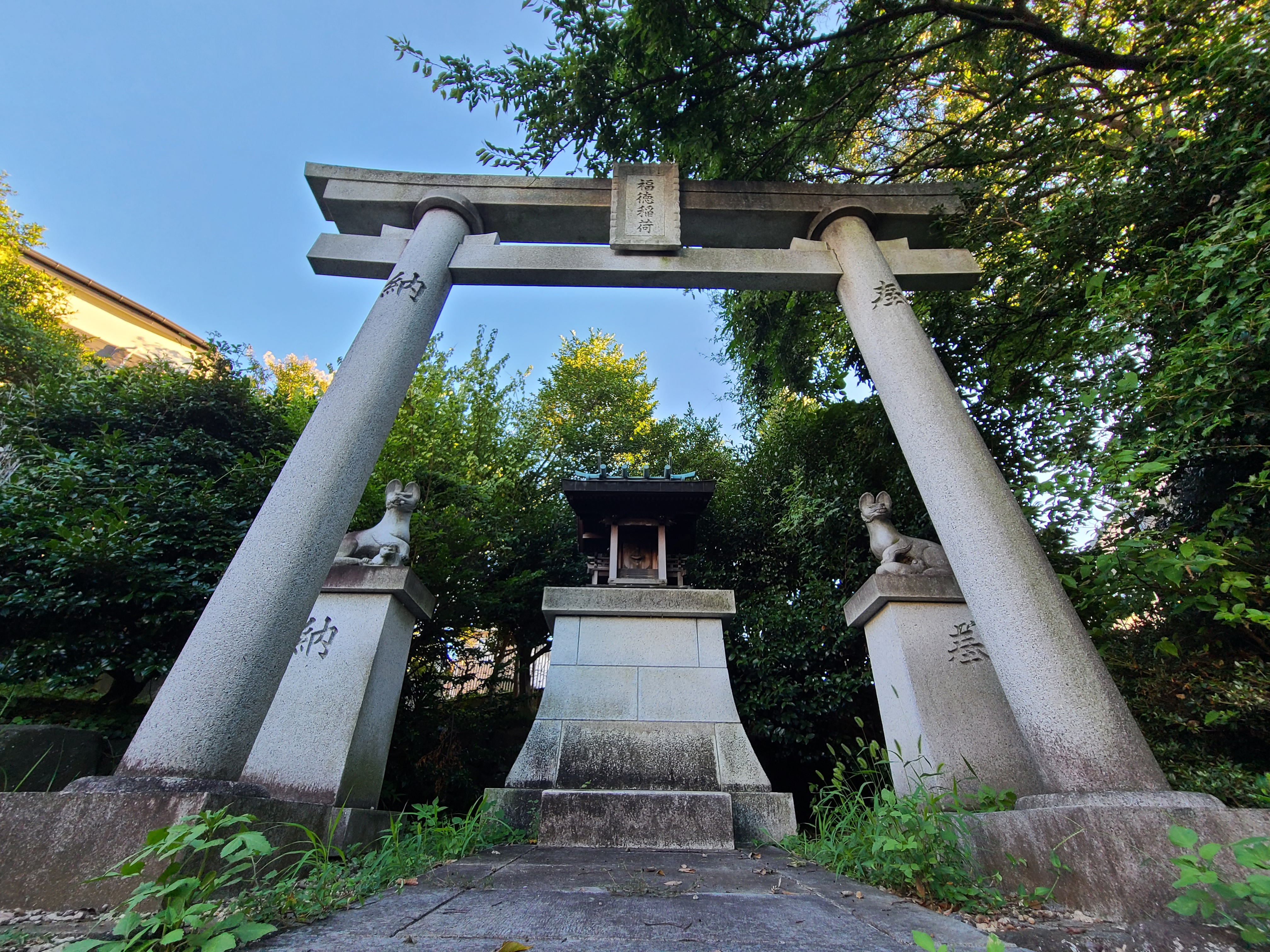
福徳稲荷社

観音寺の鎮守である福徳稲荷を祀る社。境内の南西に位置し、起源は不明。

### 六地蔵堂
平成年間に建立された堂で、境内の入口に位置する。6体の地蔵菩薩を中心に、江戸時代の作と思われる石造の釈迦如来立像が安置されている。

### 大銀杏
境内入口にそびえる4本の銀杏で、いずれも横浜市の名木指定を受けている。

## 立地
旧武蔵国橘樹郡篠原村、今の横浜市港北区篠原町に位置する。後北条氏の重要拠点であった小机城の支城である篠原城が北にあり、鎌倉街道下道が側を通っていた。
近隣にはかつて境内を同じくしていた篠原八幡神社（旧若宮八幡宮）や、真言宗大覚寺派の長福寺がある。観音寺と長福寺はかつて姉妹寺と呼ばれ、往来が盛んであった。
現在は新横浜駅（東海道新幹線、JR横浜線、東急新横浜線、相鉄新横浜線、横浜市営地下鉄ブルーライン）から徒歩8分、菊名駅（JR横浜線、東急東横線）から徒歩15分ほど。